# Мотылёв, Вольф Евнович
Вульф (Вольф) Е́внович Мотылёв (1 января 1899[…], Витебская губерния — 1 января 1967) — советский экономист, профессор.

## Биография
Родился 1 января 1899 года в Витебской губернии
С 1917 по 1919 год учился в Московском коммерческом институте.
С 1918 по 1921 год работал в Наркомате труда инструктором и заведующим подотделом по распределению рабочей силы Наркомата труда, уполномоченным Совета военной промышленности по рабочей силе .
В 1920 году вступил в РКП(б).
В 1925 году окончил экономическое отделение Института красной профессуры.
С 1925 года работал в Ленинградском политехническом институте.
С 1927 года — профессор.
С 1931 по 1933 работал заместителем главного редактора «Большой Советской Энциклопедии».
С 1933 по 1934 год — директор научно-исследовательского института «Большой советский атлас мира».
С 1934 по 1941 год возглавлял научно-исследовательский Тихоокеанский институт.
С 1941 по 1949 год — профессором МГУ.
С 1950 по 1963 год — профессором МФИ.
В 1961 году был опубликован его курс лекций «Экономическая история зарубежных стран», где рассматривались проблемы экономического развития основных капиталистических стран в домонополистический период.
В июле 1963 года в связи с ухудшением состояния здоровья был освобожден от работы.
Занимался изучением политэкономии капитализма и истории народного хозяйства.